# 成沢大輔
成沢 大輔（なりさわ だいすけ、1965年9月25日 - 2015年3月6日）は、ゲーム評論家、ゲーム攻略本ライター。編集プロダクションCB's PROJECT主宰者。早稲田高等学校卒業（第86回生）。最終学歴は不詳。

## 人物
1980年代から「ファミコン必勝本」を中心にゲームライターとして活動。塩田信之らと共に、ゲーム攻略本専門の編集プロダクションCB's PROJECTを立ち上げ、主宰していた。
競馬が好きで、高校生時代は競馬研究同好会の主宰を務めていたことから、古くから『ダービースタリオン』などの競馬ゲームの紹介記事や攻略本を多数手がけていた。特に『ダービースタリオン』の攻略本は攻略本というより血統本と言うべき内容で、薗部博之はこれについて「ああいうものが出てくるのは完全に想定外ですよ。何にも関わっていません」とある意味で成沢の研究熱心さを評価している。また、女神転生シリーズでは攻略本のほかに「HIPPON SUPER!」で同作品のファンページ「CLUB邪教の館」を担当した。
「HIPPON SUPER!」では、主にメガドライブ用ソフトのレビュー記事も担当し、「レッスルボール、バトルトードなど、マイナーでも傑作だと確信したものは惜しみなく絶賛する一方で、内容が気に入らなければ有名メーカーの作品や前人気が高い作品でも低い点をつける辛口レビュアー」と称したが、酷評した作品のメーカーから事実誤認があるとして反論が寄せられたり、『シルフィード』や『ファンタシースター 千年紀の終りに』のレビューに於いて、制作者への人格攻撃とも取れる表現をするなど、物議を醸す出来事も少なくなかった。
晩年はゲームから離れ、フジテレビの競馬中継の構成作家を務めつつ、漫画情報サイト「マンガナビ」で漫画コラム「成澤大輔の『マンガを読むので忙しい!』」の連載などを行っていたが、2015年3月6日に死去した事が知人のFacebookやTwitterで告知された。49歳没。

## 主な著書
- 成沢大輔のゲーム仁義（双葉社 1999/11 ISBN 978-4575290516）
- 真・女神転生III-NOCTURNE 公式ガイドブック（アトラス 2003/3 ISBN 978-4757714465）
- ダービースタリオン全書シリーズ
  - ダービースタリオンIII全書（編集制作：アスキー出版局/発行：アスペクト 1995/3 ISBN 978-4893663290）
  - ダービースタリオン96全書（アスペクト 1996/4 ISBN 9784893665003）
  - ダービースタリオン全書（1997/10 ISBN 978-4893668165）
  - セガサターン版ダービースタリオン全書（アスペクト 1999/6 ISBN 978-4757204607）
  - ダービースタリオン99全書（アスペクト1999/11 ISBN 978-4757206120）
  - ダービースタリオン64全書（エンターブレイン 2001/9 ISBN 978-4757706378）
  - ダービースタリオンアドバンス全書（エンターブレイン 2003/2 ISBN 978-4757713413）
  - ダービースタリオン04全書（エンターブレイン 2004/5 ISBN 978-4757719293）
  - ダービースタリオンP全書 ※CB's Project編著（エンターブレイン 2006/9 ISBN 978-4757729810）
  - ダービースタリオンDS全書（エンターブレイン 2008/8 ISBN 978-4757743991）
  - ダービースタリオンGOLD全書（KADOKAWA/エンターブレイン 2015/3 ISBN 978-4047304338）

本書が遺作となっている。未完成のまま絶筆していたが、亀谷敬正や市丸博司など、本人に縁のある関係者の協力で完成した。
- ベストプレープロ野球全書（成沢大輔＆CB's Project編著/エンターブレイン 2002/12 ISBN 978-4757712300）
- チョコボスタリオン全書（成沢大輔＆CB's Project編著/アスペクト 2000/2 ISBN 978-4757207288）
- 真・女神転生2公式パーフェクトガイド（エンターブレイン 2002/8 ISBN 978-4757709669）
- BUSIN Wizardry Alternative 公式コンプリートガイド（アトラス 2001/12 ISBN 978-4757707351）
- ファイナルファンタジーXインターナショナルリファレンスガイド（エンターブレイン 2002/3 ISBN 978-4757708310）
- ドラゴンクエストのあるきかたシリーズ ※CB's Project 編著
  - ドラゴンクエストVIIのあるきかた（エニックス 2001/4 ISBN 978-4757504318）
  - ドラゴンクエストIVのあるきかた（エニックス 2002/3 ISBN 978-4757506381｝
  - ドラゴンクエストVのあるきかた（スクウェア・エニックス 2004/8 ISBN 978-4757512290｝
  - ドラゴンクエストVIIIのあるきかた（スクウェア・エニックス 2005/8 ISBN 978-4757514911）
- THE ナムコブック（JICC出版局 1991/2 ISBN 978-4796601023）
- ベスト競馬 ダービースタリオンを一生遊ぶ本（JICC出版局）
- ダービースタリオン98版を一生遊ぶ本（JICC出版局）
- ダービースタリオン全国版を一生遊ぶ本（宝島社）
- ダービースタリオンクロニクル（アスキー）
- 女神転生2のすべて（JICC出版局 1990/4 ISBN 978-4880639253）
- メタルマックスリターンズ―成沢大輔のサバイバル教本 （メディアファクトリー 1995/11 ISBN 978-4889913613）

## 出演
- 競馬予想TV!（フジテレビ739）
番組初期のレギュラーで、過去データに基づく消去法での馬券予想を得意としていた。